# Himeneo

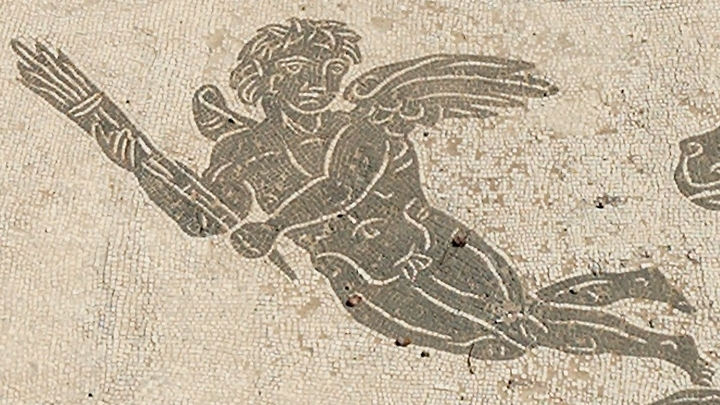
Himeneo en un mosaico de la sala 3 de las Termas de Neptuno, Ostia Antica.

En la mitología griega, Himeneo (en griego antiguo: Ὑμέναιος, Hyménaios), también llamado Himen, era un dios de las ceremonias de matrimonio, inspirador de las fiestas y las canciones. En algunas fuentes Himeneo es simplemente un muchacho mortal. Los primeros autores en tratar a Himeneo como una personificación fueron Safo y Eurípides. 
Himeneo es también un género de poesía lírica griega cantada durante la procesión de la novia a la casa del novio en la que se apelaba al dios, en contraste con el epitalamio, que se cantaba en el umbral nupcial. Por ejemplo, Higino en sus Fábulas nos dice que Dánao organizó en Argos, con motivo de las nupcias de sus hijas, las danaides, un certamen de canto que recibió el nombre de «himeneo».
Según la Biblioteca mitológica, Himeneo fue uno de los muchos héroes resucitados por Asclepio.

## Función

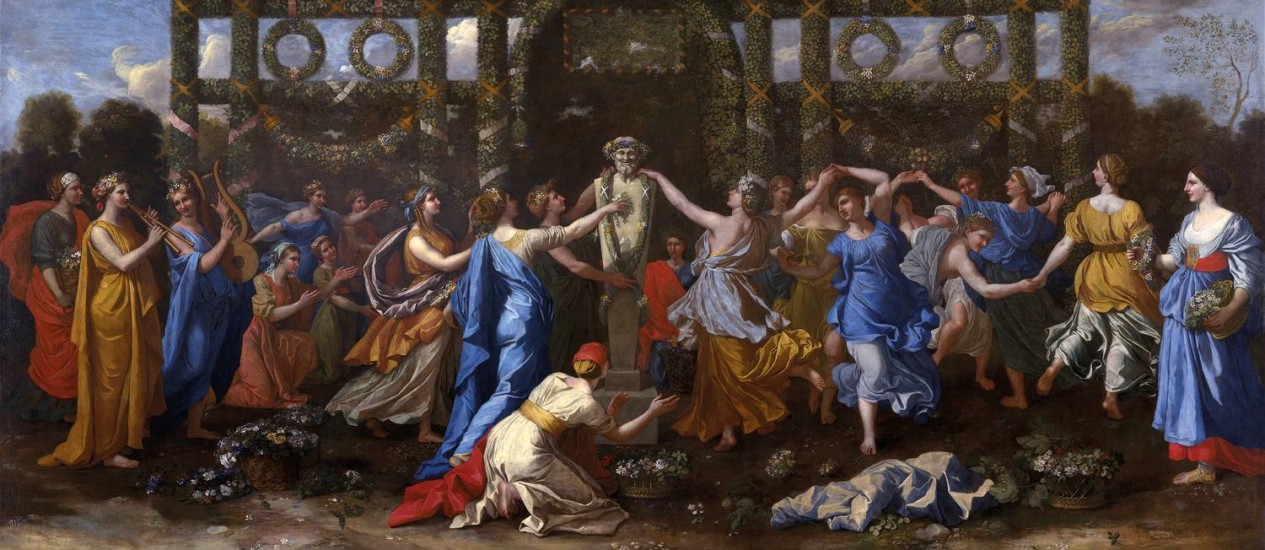
Himeneo travestido durante un sacrificio a Príapo. Óleo de Nicolás Poussin.

Se suponía que Himeneo asistía a todas las bodas. Si no lo hacía, entonces el matrimonio resultaría desastroso, y por esto los griegos corrían vivamente gritando su nombre.
Presidió muchas de las bodas de los mitos griegos, para todas las deidades y sus descendientes.
Himeneo era celebrado en la antigua canción matrimonial de origen desconocido Hymen o Hymenae, Hymen recogida por Cayo Valerio Catulo. Los términos «himno» e «himen» proceden de esta celebración.

## Orígenes
Himeneo no posee una ascendencia definida. En la mayoría de fuentes se lo imagina como hijo de una de las musas: hijo de Clío y hermano de Reso, o hijo de Urania, o bien de Terpsícore. Otros lo imaginan como hijo de Apolo y de una de las «madres celestes» —indentificadas como una de las musas—; en este caso Himeneo (canto nupcial), Lino (canto de lamentación) y Yálemo (canto de tristeza) son hermanos, al menos de padre. Los hay quienes lo imaginan como hijo de Afrodita y Dioniso, o sólo de Dioniso, o bien de Dioniso y Ariadna, y que en este caso era amado por Héspero. O bien Clío y Magnes fueron los padres de Himeneo y Yálemo.
Otras historias le dan un origen legendario. En uno de los fragmentos conservados de las Grandes Eeas atribuido a Hesíodo, y citado por Antonino Liberal, se dice que Magnes, hijo de Argo, el hijo de Frixo «tuvo un hijo de extraordinaria belleza, Himeneo. Y cuando Apolo vio al muchacho se enamoró de él y no abandonó la casa de Magnes». Según la Suda, sin embargo, el eraste de Himeneo fue Tamiris, pero según Licimnio de Quíos el efebo de Himeneo fue Argino; y otros más que Dioniso amó a Himeneo.
La paz de Aristófanes termina con Trigeo y el Coro cantando la canción nupcial, con el estribillo «¡Oh Himen! ¡Oh Himeneo!», típico para una canción de este tipo.

### Historia posterior de su origen
Según un romance posterior, Himeneo era un joven ateniense de gran belleza pero baja alcurnia que se enamoró de la hija de uno de los hombres más ricos de la ciudad. Dado que no podía hablar con ella ni cortejarla, debido a su posición social, en su lugar la seguía a dondequiera que iba.
Himeneo se disfrazó de mujer para poder unirse a una de estas procesiones, un rito religioso en Eleusis al que solo iban mujeres. La comitiva fue capturada por piratas, Himeneo incluido. Este animó a las mujeres y urdió un plan con ellas, logrando juntos matar a sus captores. Acordó entonces con las mujeres volver a Atenas y lograr su libertad, si se le permitía desposar a una de ellas. Así tuvo éxito tanto en la misión como en el matrimonio, y este fue tan feliz que los atenienses instituyeron fiestas en su honor y llegó a estar asociado con el matrimonio.

## Representación
Al menos desde el Renacimiento italiano, Himeneo era generalmente representado en el arte como un hombre joven que lleva una guirnalda de flores y sostiene una antorcha encendida en una mano.

## Fuentes

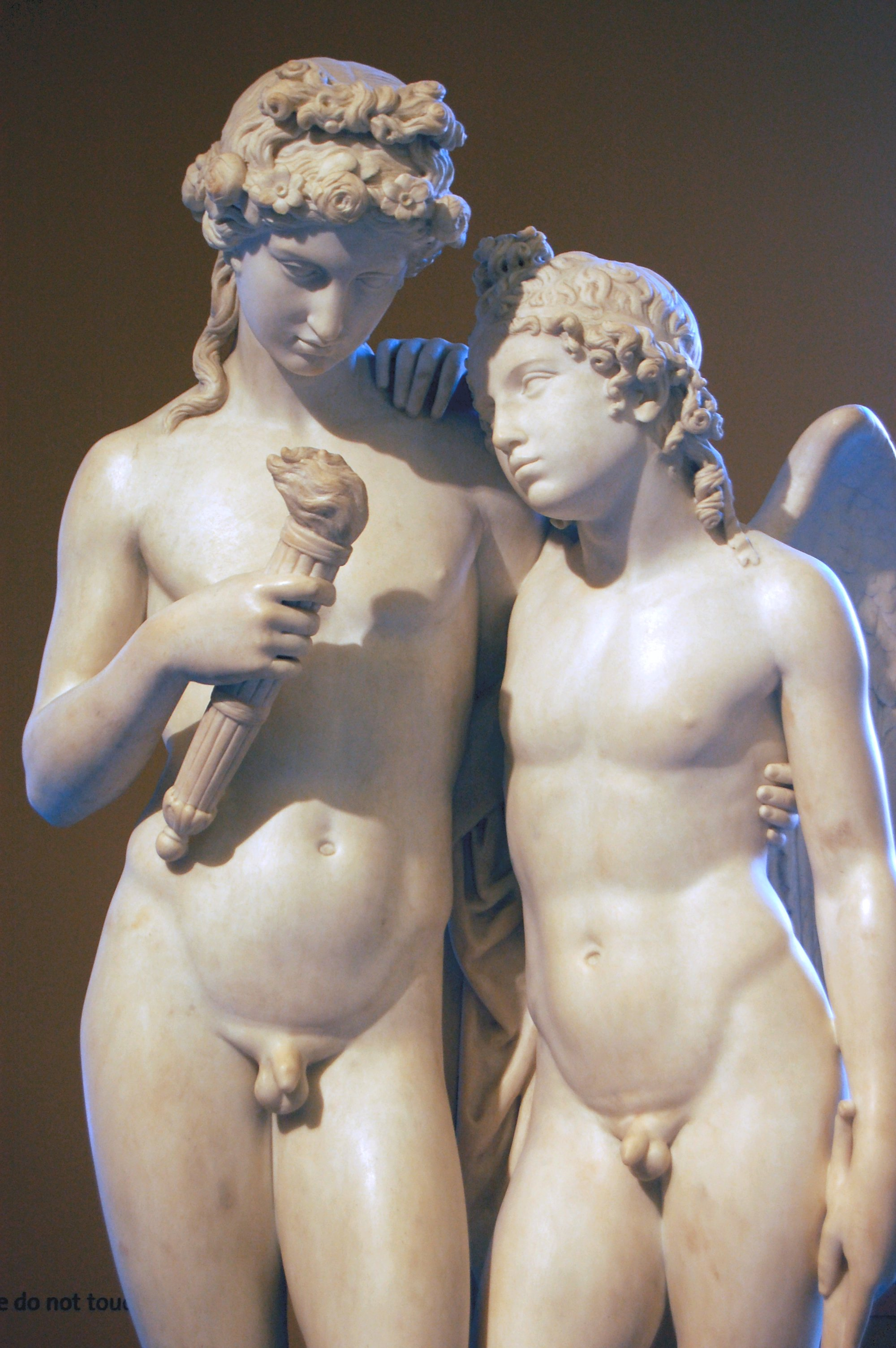
Cupido reaviva la antorcha de Himeneo. Escultura de George Rennie.